# Декреолизация
Декреолизация (термин введён в 1968 г.) — эволюционный процесс развития креольских языков, при котором данный язык в конечном счёте сближается с языком-первоисточником (языком-лексификатором) и постепенно растворяется в нём, то есть цикл развития завершается следующим образом: европейский (обычно) язык-первоисточник > пиджин > креольский язык > язык-первоисточник (также язык-лексификатор). Декреолизация обычно обусловлена мощным распространением современного массового образования, СМИ, постепенной глобализацией. При этом и после завершения процесса и сам язык-лексификатор колонии, в отличие от метрополии, может обнаруживать следы сильной креолизации и декреолизации в прошлом (например, португальский язык в Бразилии, превратившийся в своеобразный языковой вариант именно из-за креольских влияний). Если декреолизации (то есть слияния) не происходит, например, в условиях географического удаления, крайней изоляции, разрыва связей с бывшей метрополией, интерференцией другого языка, огромной культурной дистанции, то креольский язык становится на путь относительно независимого развития с постепенным формированием полного набора функций. Так, собственно испанский язык на Филиппинах вышел из употребления в ходе американской оккупации (1898—1947 гг), и поэтому местные испанские пиджины развились в относительно независимый креольский язык чавакано. Ещё более заметен процесс отчуждения от языка-источника во франко-креольском языке Гаити. Напротив, в языке папьяменто (Аруба и соседние антильские острова) в настоящее время наблюдается интенсивный процесс сближения с собственно испанским языком соседней Венесуэлы даже несмотря на попытку голландских властей противостоять этому процессу (папьяменто получил официальный статус на острове в 2007 году).